# Apocephalus paulus
Apocephalus paulus är en tvåvingeart som beskrevs av Borgmeier 1963. Apocephalus paulus ingår i släktet Apocephalus och familjen puckelflugor. Inga underarter finns listade i Catalogue of Life.